# Колония в космосе
Колония в космосе (англ. Colony in Space) — четвёртая серия восьмого сезона британского научно-фантастического телесериала «Доктор Кто», состоящая из шести эпизодов, которые были показаны в период с 10 апреля по 15 мая 1971 года.

## Сюжет
Трое повелителей времени встречаются в обсерватории и обсуждают кражу секретных файлов, относящихся к «оружию судного дня». Они с неохотой признают, что помочь им может только Доктор со своей случайной компаньонкой Джо Грант, поэтому того временно освобождают из изгнания и посылают в ТАРДИС на пустынную планету Уксариус в 2472 год. Они находят поселение людей-колонистов, ведущих фермерское хозяйство. Колония не процветает: земли выглядят неожиданно бедно, и с недавних времён их осаждают представители горнодобывающих корпораций, а с совсем недавних — агрессивные рептилии. Губернатор колонии Роберт Эш приветствует их и объясняет, что колонисты улетели с Земли год назад, спасаясь от перенаселения и загрязнения.
Ночью после атаки рептилии погибают двое колонистов, и на следующее утро человек по имени Нортон прибывает в поселение, утверждая, что он из другой колонии, уничтоженной рептилиями. Пока Доктор проводит расследование в доме мёртвых колонистов, он натыкается на горнодобывающего робота, управляемого Калдуэллом, минералогом из МГК. Тот приглашает Доктора поговорить с начальством и услышать их версию истории. Его начальник, Дент, безжалостный горный инженер, использует роботов, чтобы пугать, а теперь и убивать колонистов, что Калдуэлл считает неправильным. Дент знает, что планета богата редкими минералами, и считает, что их разработка должна быть начата любой ценой.
У аборигенов планеты, которых колонисты называют «примитивами», перемирие с колонистами, но оно ставится под угрозу, когда Нортон убивает учёного колонии и обвиняет в этом примитивов, которые, как он утверждает, враждебны. Позже оказывается, что Нортон связывается с Дентом и на самом деле он шпион МГК, посланный для создания хаоса в колонии. Тем временем Доктор возвращается в центр колонии, успешно избежав попытки МГК убить его, и объясняет Эшу, что шахтёры готовы убить их всех. Для решения вопросов с Земли высылается судья, но, как только он прилетает, оказывается, что это Мастер. Изображая судью, он говорит, что прав МГК на планету больше, чем у колонистов.
Доктор и Джо тем временем проникают в город примитивов. Из рисунков на стенах пещеры они узнают, что те были продвинутой цивилизацией, но деградировали со временем. В сердце города в комнате, заполненной огромными машинами и с сияющим люком, они встречают небольшого инопланетянина, известного как Страж. Он предупреждает их о том, что вторгшихся в город ждёт смерть, но отпускает их под условием невозвращения.
Решение Мастера слышат вернувшиеся Доктор и Джо. Находясь в статусе судьи, он говорит Эшу, что апелляция не будет иметь смысла, пока не найдутся чрезвычайные обстоятельства, такие как исторический интерес. Он заинтригован рассказом Эша о городе примитивов, узнаёт больше о планете и городе, уводя Эша дальше от Доктора, который начинает терять свой авторитет у колонистов. Дальше Мастер заставляет Доктора пойти с ним в город примитивов.
Напряжение между колонистами и шахтёрами достигает пика, что выливается в битву между ними. Дент и его силы побеждают, и он устраивает показной суд над Эшем и Уинтоном, главными бунтовщиками, приговаривая их к смерти, но обещая отпустить, если колонисты покинут планету на своём старом повреждённом корабле, на котором они и прилетели на Уксариус.
В городе Мастер говорит Доктору, что примитивы были продвинутой цивилизацией, перед упадком построившей супероружие, которое они никогда не использовали, и он хочет заполучить его себе. Оружие настолько мощное, что во время его испытания появилась Крабовидная туманность, и его центр находится в той самой комнате с машинами. Мастер предлагает Доктору править галактикой с этим оружием, но тот отказывается, говоря, что абсолютная власть — зло. Появляется Страж, требуя объяснений вторжению. Мастер объясняет, что он пришёл восстановить их цивилизацию до былого величия. Доктор спорит с ним, и Страж напоминает, что оружие привело его народ к упадку и радиация разрушает планету. Он просит Доктора включить самоуничтожение, что тот и делает. Город начинает рушиться, и Страж говорит им бежать, пока ещё не поздно. Доктор и Мастер при побеге встречают Калдуэлла и Джо, и все четверо сбегают прежде, чем город взрывается.
Тем временем корабль колонистов взрывается при старте, как и предсказывал Эш. Но губернатор оказался единственным погибшим: он пилотировал корабль в одиночку, чтобы спасти своих людей. Уинтон и колонисты выходят из укрытий и побеждают людей МГК, кроме Калдуэлла, помогавшего колонистам. В суматохе Мастер сбегает.
Битва окончена, и Доктор объясняет, что радиация от оружия, убивавшая их посевы, теперь отсутствует. Земля соглашается послать настоящего судью на Уксариус, и Калдуэлл решает присоединиться к колонистам, говоря, что он может помочь им со снабжением энергией. Доктор и Джо возвращаются в ТАРДИС, которая прилетает в штаб-квартиру ЮНИТ через несколько секунд после их отбытия. Миссия повелителей времени выполнена, и Доктор вновь заперт на Земле.

## Трансляции и отзывы
| Эпизод            | Дата показа    | Продолжительность | Телезрители (в миллионах) | Archive               |
| ----------------- | -------------- | ----------------- | ------------------------- | --------------------- |
| «Эпизод 1»        | 10 апреля 1971 | 24:19             | 7,6                       | PAL colour conversion |
| «Эпизод 2»        | 17 апреля 1971 | 22:43             | 8,5                       | PAL colour conversion |
| «Эпизод 3»        | 24 апреля 1971 | 23:47             | 9,5                       | PAL colour conversion |
| «Эпизод 4»        | 1 мая 1971     | 24:20             | 8,1                       | PAL colour conversion |
| «Эпизод 5»        | 8 мая 1971     | 25:22             | 8,8                       | PAL colour conversion |
| «Эпизод 6»        | 15 мая 1971    | 25:22             | 8,7                       | PAL colour conversion |
| [ 1 ] [ 2 ] [ 3 ] |                |                   |                           |                       |